# Gūjān-e Kamālvand
Gūjān-e Kamālvand (persiska: کمالوند غلامعلی, Chāleh-ye Kamālvand, Kamālvand, کمالوند, گوجان کمالوند) är en ort i Iran.   Den ligger i provinsen Lorestan, i den västra delen av landet, 400 km sydväst om huvudstaden Teheran. Gūjān-e Kamālvand ligger 1 292 meter över havet och antalet invånare är 266.
Terrängen runt Gūjān-e Kamālvand är huvudsakligen kuperad, men den allra närmaste omgivningen är platt. Runt Gūjān-e Kamālvand är det ganska tätbefolkat, med 72 invånare per kvadratkilometer. Närmaste större samhälle är Khorramābād, 7,8 km väster om Gūjān-e Kamālvand. Omgivningarna runt Gūjān-e Kamālvand är i huvudsak ett öppet busklandskap.